# Luis Carlos Perea
Luis Carlos Perea (Turbo, 29 dicembre 1963) è un ex calciatore colombiano, di ruolo difensore. Ha giocato due mondiali con la Colombia, Italia 1990 e Stati Uniti 1994.

## Carriera

### Club
Nel 1983 debutta con l'Independiente Medellín; dopo quattro stagioni si trasferisce ai rivali cittadini dell'Atlético Nacional; torna all'Independiente due anni dopo. Nel 1993 passa all'Atlético Junior di Barranquilla, dove gioca la stagione prima dei mondiali di Stati Uniti 1994. Trasferitosi in Messico, al Club Necaxa, ci rimane per un breve periodo, passando anche nel Toros Neza. Nel 1998 si ritira nel club del suo esordio, l'Independiente Medellín.

### Nazionale
Con la nazionale di calcio della Colombia ha giocato 78 partite, segnando due volte e partecipando a quattro edizioni della Copa América, oltre a due Mondiali.

## Palmarès

### Club

#### Competizioni nazionali
- Campionato colombiano: 1

Atlético Junior: 1993

#### Competizioni internazionali
- Coppa Libertadores: 1

Atlético Nacional: 1989
- Coppa Interamericana: 1

Atlético Nacional: 1989

### Individuale
- Equipo Ideal de América: 1

1993